# Ingrisch
Ingrisch of Izjorisch (ižoran keeli) is een Oostzeefinse taal die gesproken wordt door de Ingriërs, een inheemse bevolkingsgroep van Ingermanland, een historische regio rond Sint-Petersburg in Rusland.
Er zijn slechts zeer weinig sprekers over, van wie de meesten op hoge leeftijd zijn. De Russische volkstelling van 1989 vond 302 sprekers op een Ingrische bevolking van 820. Inmiddels is het aantal sprekers verder geslonken tot minder dan 100. Hoogstwaarschijnlijk zal de taal in de komende jaren uitsterven.
De taal is nauw verwant aan het Fins en Karelisch, maar wordt door de Russische overheid wel als een aparte taal beschouwd, hoewel sommige Finse taalkundigen de taal als een dialect van het Fins zien. Het Ingrisch splitste zich waarschijnlijk in de 11e eeuw van het Karelisch af. Nadat Ingermanland bij het Verdrag van Nöteborg in 1323 overging van Zweden naar Novgorod, terwijl Karelië grotendeels in Zweedse handen bleef, dreven het Karelisch en Ingrisch verder uit elkaar.
Er zijn vier dialecten van het Ingrisch: Sojkin, Chava, Neder-Loezj en Opper-Loezj (Oredezj), dat nu is uitgestorven. Tussen het Ingrisch en Wotisch, een andere inheemse taal in Ingermanland, heeft veel uitwisseling plaatsgevonden. Ook het Russisch heeft een sterke invloed op het Ingrisch gehad.
In de periode 1932-1937 werd op scholen in Ingermanland lesgegeven in een op het Latijnse alfabet gebaseerde Ingrische schrifttaal. Er werden verschillende lesboeken uitgegeven, in 1936 zelfs een grammaticaboek. In 1937, tijdens de Stalin-repressie, werd de geschreven Ingrische taal echter verboden.